# Srđan Pavlov
Srđan Pavlov (* 28. Januar 1984 in Kostolac) ist ein serbischer Fußballspieler.

## Karriere

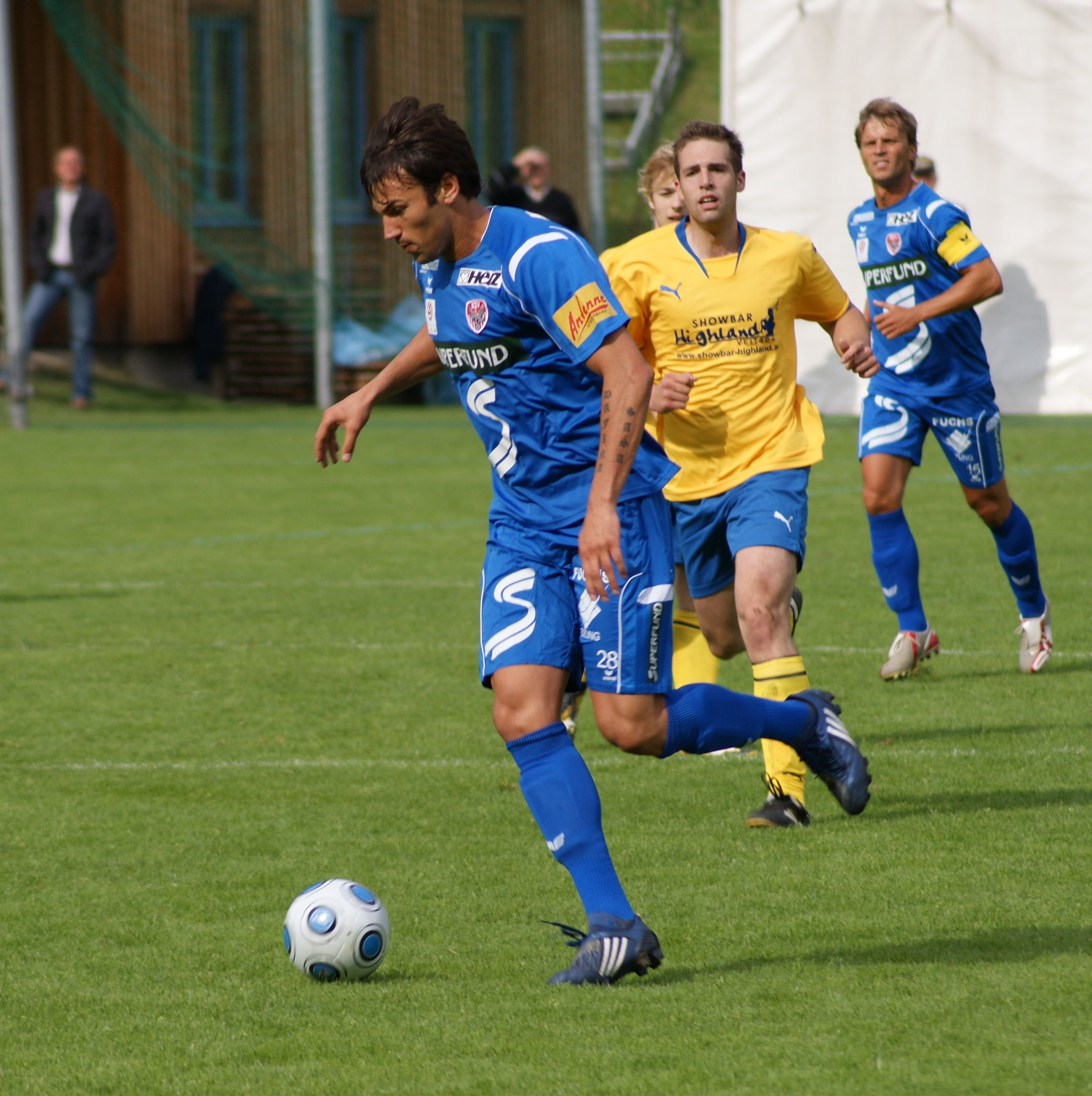
Srđan Pavlov bei einem Testspiel gegen den FC Veitsch (2009)

Der Stürmer begann seine fußballerische Laufbahn im Alter von acht Jahren in Kostolac in den Nachwuchsmannschaften, wo er sich auch einen Platz in der Kampfmannschaft erspielen konnte. Auf Grund seiner Goalgetterqualitäten wurde er vom FK Borac Čačak (serbische SuperLiga) verpflichtet.
Im Sommer 2006 wechselte Pavlov ablösefrei vom FK Borac Čačak zum ASK Köflach, konnte aber trotz seiner zehn Tore in 28 Spielen den Abstieg aus der Regionalliga Mitte (dritte Leistungsstufe) nicht verhindern. In der darauffolgenden Saison war er in der steirischen Landesliga in 24 Spielen 16 Mal erfolgreich, weshalb der DSV Leoben auf ihn aufmerksam wurde. Der Verein der Ersten Liga bot Pavlov im Sommer 2008 einen Profivertrag mit einer Laufzeit von einem Jahr an. Beim DSV Leoben konnte er sich auf Anhieb einen Stammplatz sichern und legte am 25. Juli 2008 mit seinem ersten Tor für seinen neuen Verein den Grundstein zum 2:1-Auswärtssieg über die Amateuren des FK Austria Wien.
Im Januar 2009 wechselte Pavlov nach finanziellen Problemen bei DSV Leoben in die Bundesliga zum Kapfenberger SV, wo er am 21. Februar 2009 gegen den SK Austria Kärnten sein Bundesligadebüt gab, als er von Beginn an im Einsatz war und in der 72. Spielminute durch Bernd Bernsteiner ersetzt wurde. Während seines ersten Bundesligaspiels machte er die Vorlage für Preston Zimmermans 1:0-Führungstreffer. Sein erstes Tor erzielte Pavlov eine Runde später im Spiel gegen den SK Sturm Graz am 28. Februar 2009, als er den 1:0-Führungstreffer beim 3:1-Auswärtssieg erzielte.
Wegen Unstimmigkeiten zwischen Pavlov und Kapfenberg-Trainer Werner Gregoritsch wurde der gebürtige Serbe ab September 2009 vorerst ins Amateurteam der Kapfenberger in die viertklassige steirische Landesliga degradiert. Dort kam er bis dato  in neun Ligaspielen zum Einsatz und erzielte dabei sechs Treffer. Durch die Leistungen bei den Amas arbeitete sich Pavlov wieder in die Profimannschaft hoch und kam ab Oktober/November 2009 zu einigen Kurzeinsätzen in der Bundesliga.
Dabei machte er unter anderem am 28. November durch seine Joker-Qualitäten auf sich aufmerksam, als er bei einem Auswärtsspiel gegen den Aufsteiger aus der Ersten Liga, den SC Magna Wiener Neustadt in der 80. Minute beim Stand von 1:1 eingewechselt wurde und nur kurz darauf den 2:1-Führungstreffer erzielte und den Treffer zum 3:1-Endstand vorbereitete. Nach der Winterpause wurde er wieder als Stammspieler in der Angriffsreihe der KSV eingesetzt und erzielte gleich beim Auftaktspiel am 13. Februar 2010 bei der knappen 3:4-Auswärtsniederlage gegen den FK Austria Wien zwei Treffer für sein Team.
Am letzten Tag der Wintertransferperiode der Saison 2011/12 wurde der Stürmer vom amtierenden Meister SK Sturm Graz verpflichtet.
Nach nur einer Frühjahrssaison kehrte er Graz den Rücken und wechselte in die zweithöchste österreichische Spielklasse zum FC Blau-Weiß Linz. Dort wurde der Vertrag Mitte November 2012 vorzeitig aufgelöst und Pavlov ging im Januar 2013 nach Serbien zum Drittligisten FK Sloga Petrovac na Mlavi. Mit dem Klub gewann er in der Spielzeit 2012/13 die Meisterschaft der Srpska Liga West, was dem Team den Aufstieg in die serbische Zweitklassigkeit bescherte. Pavlov jedoch stieg mit der Mannschaft nicht auf, sondern wechselte ablösefrei zu seinem ehemaligen Jugend- und Ausbildungsverein FK Rudar Kostolac. Beim ebenfalls in der Srpska Liga West antretenden Team hielt es den großgewachsenen Stürmer eineinhalb Jahre, ehe er wieder nach Österreich zurückkehrte und sich dem TuS St.Stefan im Rosental mit Spielbetrieb in der steirischen Oberliga Süd-Ost, einem Fünftligisten, anschloss. Nachdem er ab Januar 2015 zum Einsatz gekommen war, schloss er die Saison 2014/15 mit dem Team auf dem vorletzten Platz ab, musste in der Relegation gegen einen Unterligisten antreten, unterlag hierbei jedoch und musste selbst den Weg in die Sechstklassigkeit antreten. Selbst trat er in dieser Abstiegssaison allerdings nur in drei Spielen zum Frühjahrsstart Ende März bzw. Anfang April 2015 in Erscheinung, wobei er bei seinem zweiten Einsatz einen Doppelpack erzielte und den Rest der Saison nicht im offiziellen Aufgebot stand.
Nach drei Einsätzen und zwei Toren in der Spielzeit 2014/15 wechselte Pavlov kurzzeitig wieder ins Ausland, um nur kurz darauf erst wieder nach Österreich zurückzukehren, wo er, mittlerweile 32-jährig, in der Winterpause 2015/16 beim FC Karabakh Wien in der 2. Landesliga Wien, erneut einer Fünftklassigkeit, anheuerte. Mit dem durch aserbaidschanische Millionen finanzierten Klub startet er im März 2016 in die neue Saison, wobei er unter anderem an der Seite des damals bereits 44-jährigen Ex-Profis Markus „Magic“ Aigner spielte.

## Erfolge
- Torschützenkönig 2. Landesliga Wien: 2016/17 (beim FC Hellas Kagran)